# AC Cobra GT Roadster
Pour les articles homonymes, voir Cobra (homonymie).
L'AC Cobra GT Roadster est une voiture de sport du constructeur automobile britannique AC Cars présentée en avril 2023. Elle est l'héritière de l'AC Cobra des années 1960-1970.

## Présentation

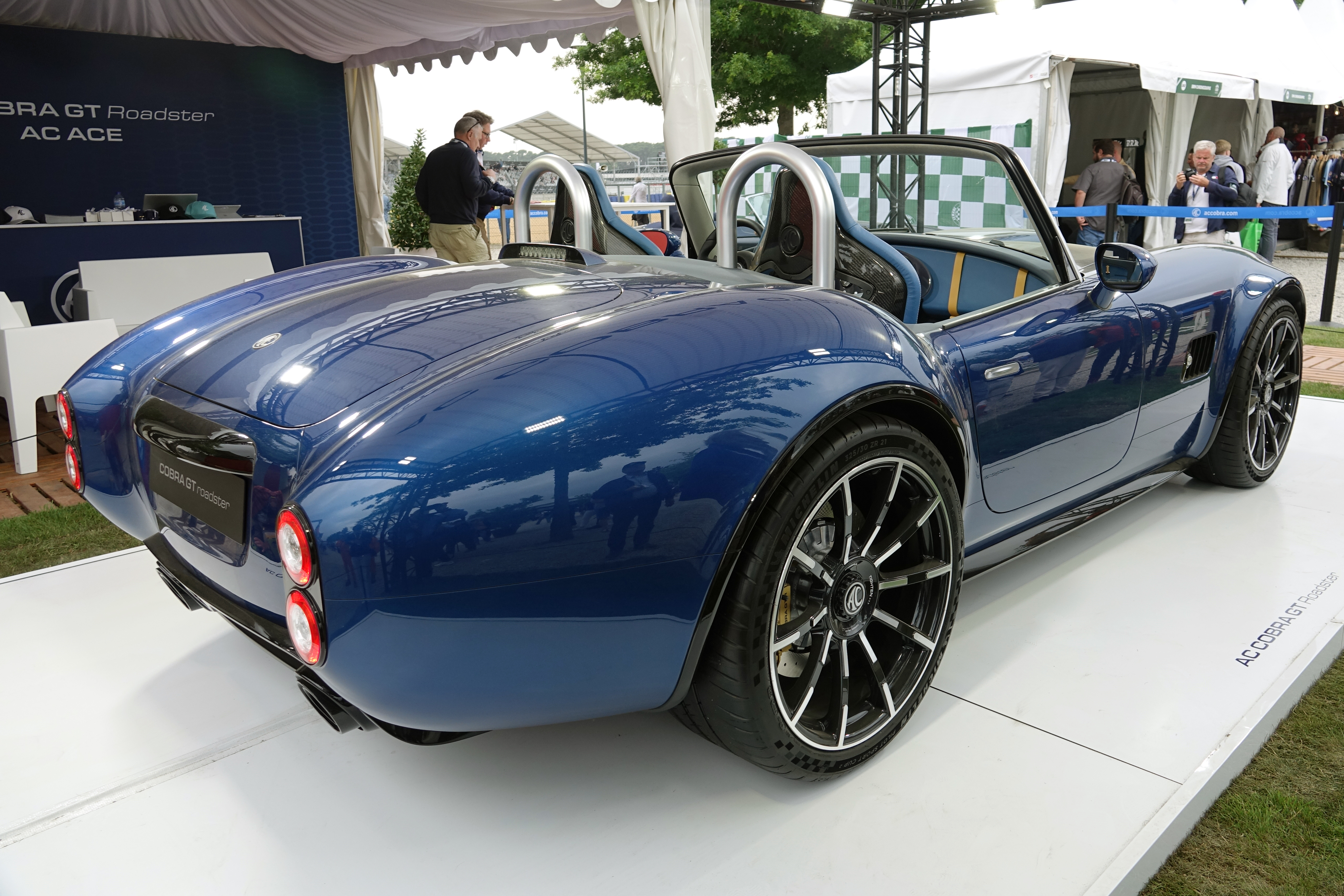
Vue arrière

L'AC Cobra GT Roadster est annoncée par des images teaser du constructeur le 21 décembre 2022 avant sa présentation officielle le 12 mai 2023 au Tottenham Hotspur Stadium de Londres, au Royaume-Uni.
Le prix annoncé, à la prise de commande (hors équipements optionnels), est de 285 000 £ (au 01/05/2023, taxes incluses) et elle est produite en 250 exemplaires par an.

## Caractéristiques techniques
La GT est dotée d'une carrosserie carbone/composite posée sur un châssis en aluminium extrudé. Elle ne dispose pas de capote, uniquement d'un hardtop amovible et elle est dotée d'une direction électrique, de vitres électriques, de la climatisation et d'un système de navigation satellite doté d'un écran tactile 10×25. Un écran de contrôle vue haute est placé derrière le volant. La hifi dispose de 2×2 haut-parleurs pilotés par un ampli de 450 watts.

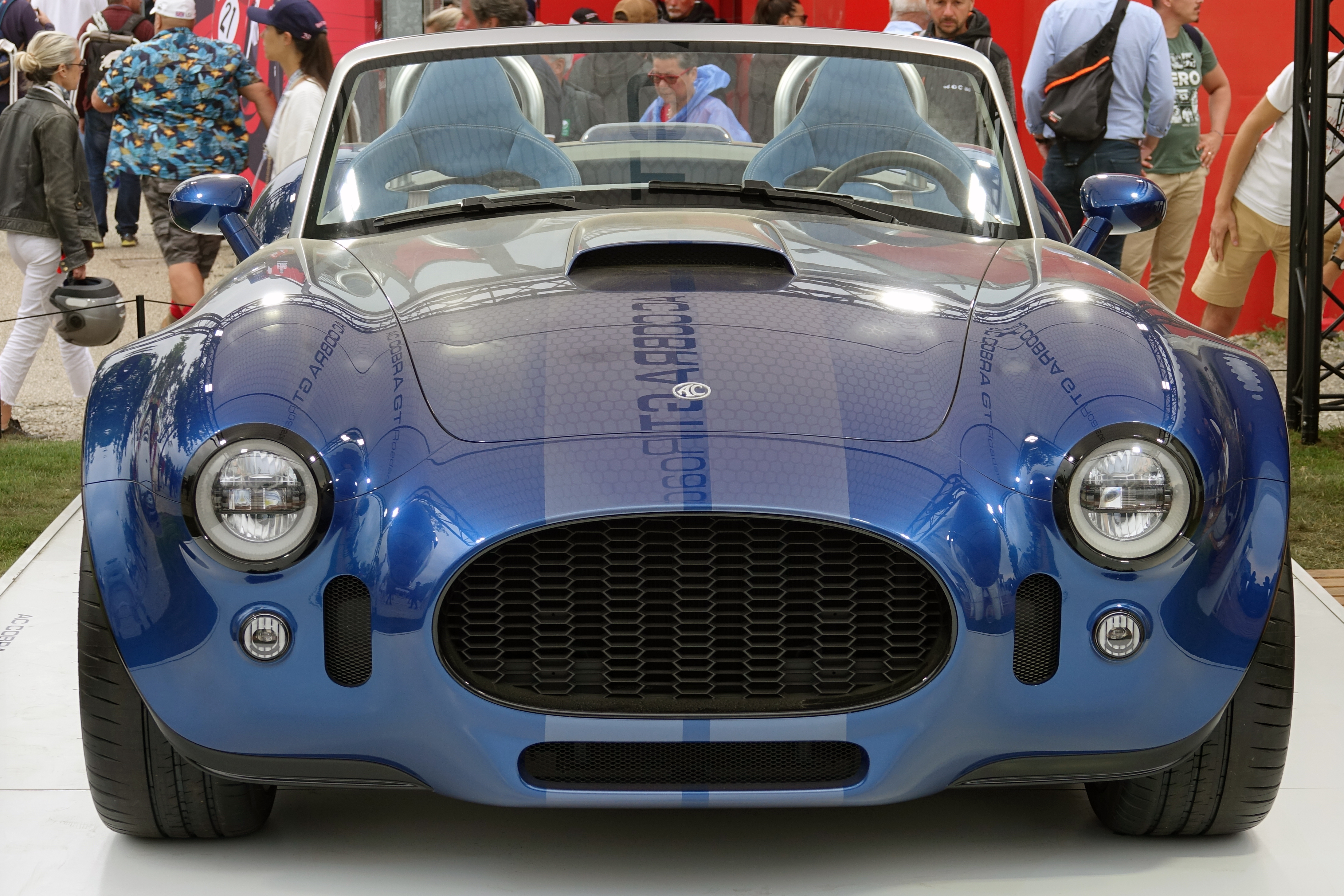
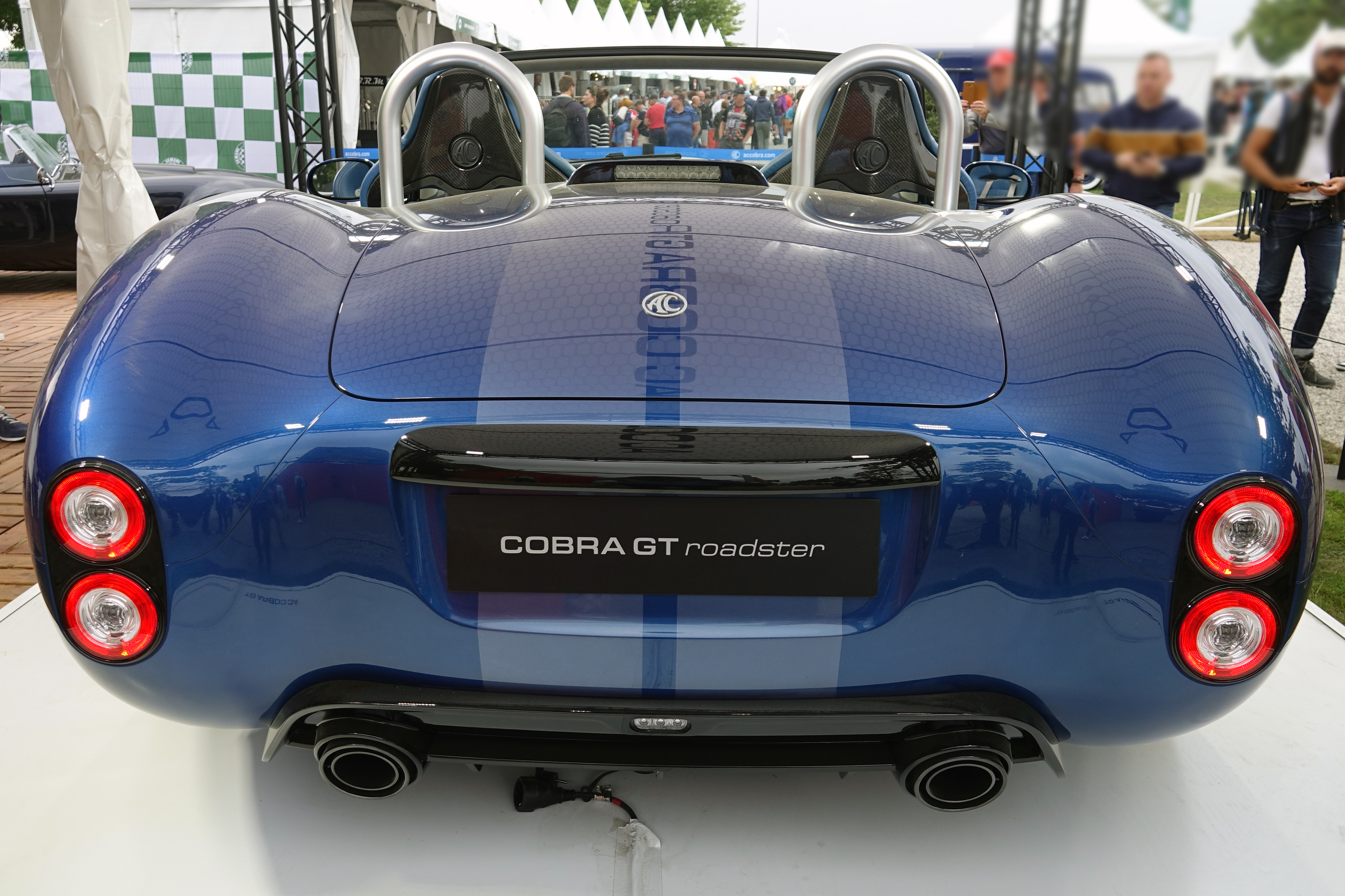
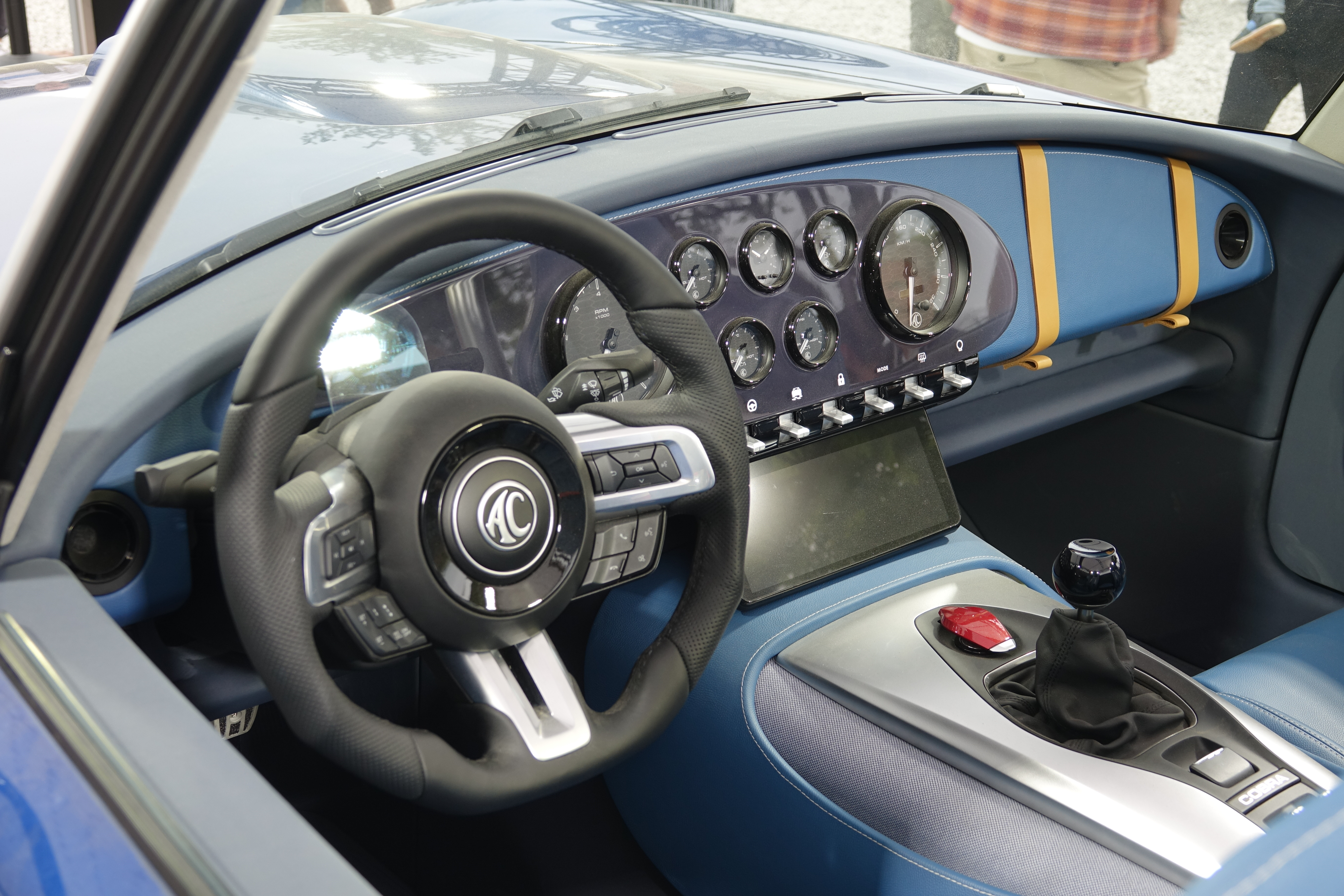
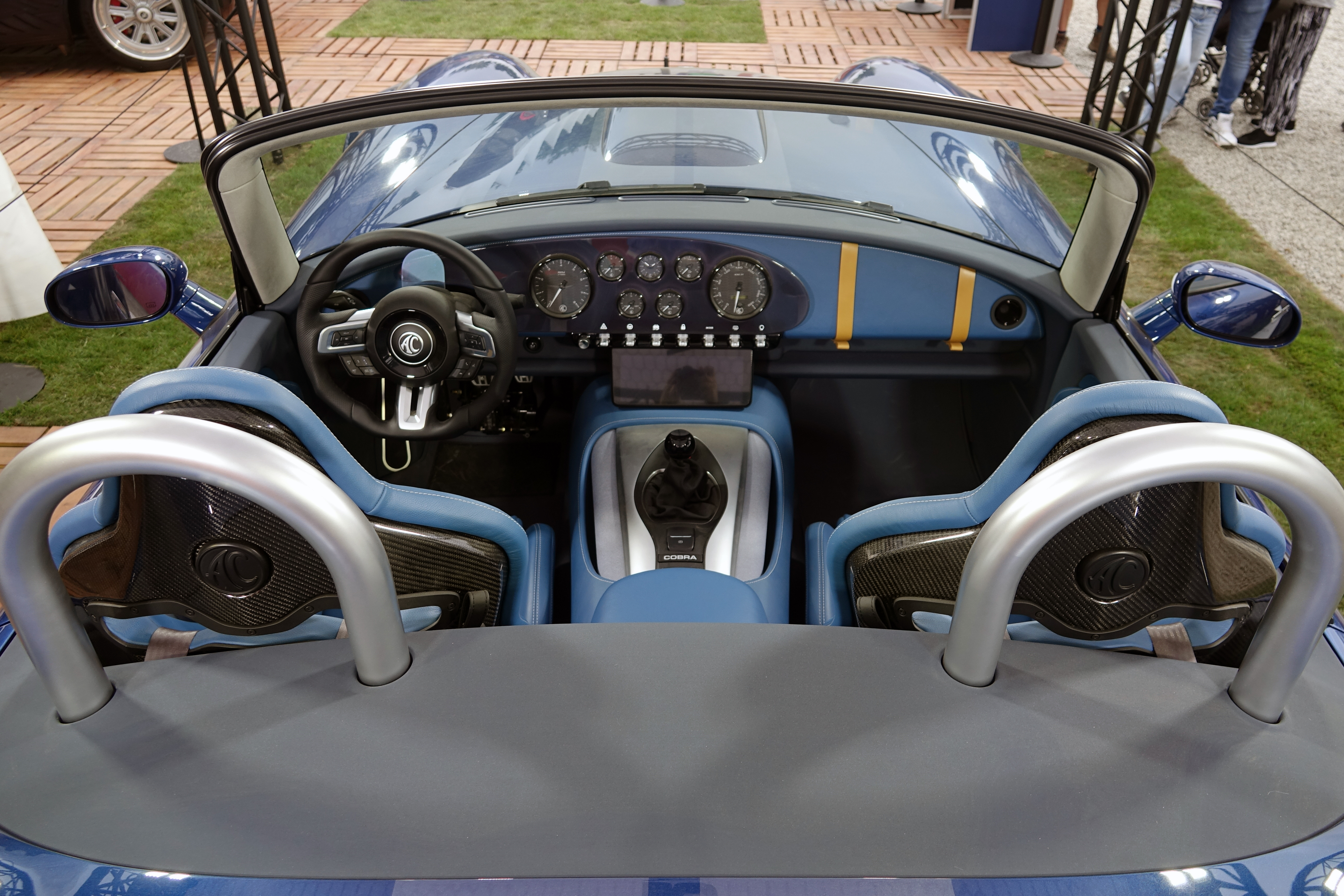
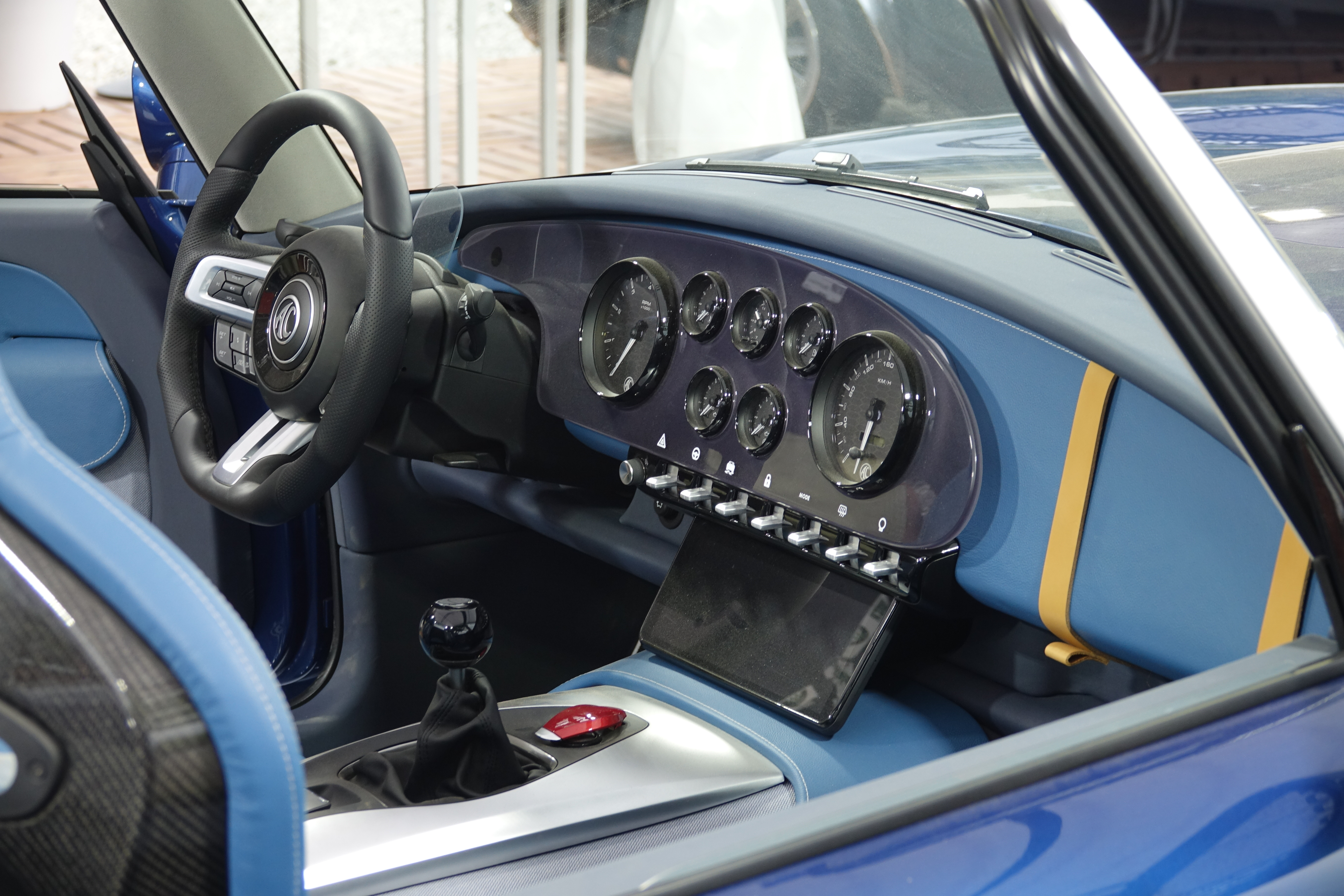

### Motorisations
La Cobra GT Roadster reçoit le moteur V8 essence Coyote 5.0 (Ford Modular engine (en)) provenant de la Ford Mustang VI, soit atmosphérique et délivrant  460 ch pour 570 N m de couple, soit doté d'un compresseur et délivrant 663 ch pour 780 N m de couple.
Le moteur est accouplé soit à une boîte de vitesses manuelle à 6 rapports (Getrag-Ford MT82-D4), soit à une boîte de vitesses automatique à 10 rapports.
L'électronique gère 4 modes de conduite : Street, Track, Race ainsi qu'un mode Wet. Elle gère aussi l'ABS et un contrôle de stabilité, la direction, les échappements et l'accélérateur en fonction du mode choisi.
Un différentiel Torsen LSD est disponible en option. Le différentiel de série est à glissement limité.
La monte pneumatique de série est équipée de Michelin Pilot Sport 4, en option de Michelin Pilot Sport Cup 2.
| Logo de AC                  | Cobra GT Roadster                                                                   | Cobra GT Roadster                                                                   |
| Logo de AC                  | GT                                                                                  | GT Supercharged                                                                     |
| --------------------------- | ----------------------------------------------------------------------------------- | ----------------------------------------------------------------------------------- |
| Moteur                      | 8-cylindres en V (Ford)                                                             | 8-cylindres en V (Ford)                                                             |
| Alimentation                | Atmosphérique                                                                       | Compresseur                                                                         |
| Cylindrée (cm3)             | 5038                                                                                | 5038                                                                                |
| Puissance maximale ch (kW)  | 460 (338)                                                                           | 663 (488)                                                                           |
| au régime de (tr/min)       |                                                                                     |                                                                                     |
| Couple maximal (N m)        | 570                                                                                 | 780                                                                                 |
| au régime de (tr/min)       |                                                                                     |                                                                                     |
| Boîte de vitesses           | Manuelle à 6 rapports (MT82-D4) Automatique à 10 rapports (10L80)                   | Manuelle à 6 rapports (MT82-D4) Automatique à 10 rapports (10L80)                   |
| Transmission                | Propulsion                                                                          | Propulsion                                                                          |
| Frein                       | Avant : étriers 6 pistons, disques 394mm Arrière : étriers 4 pistons, disques 378mm | Avant : étriers 6 pistons, disques 394mm Arrière : étriers 4 pistons, disques 378mm |
| Vitesse maximale (km/h)     | 250                                                                                 | 278                                                                                 |
| 0-100 km/h (s)              |                                                                                     | 3,4                                                                                 |
| Consommation (L/100 km)     |                                                                                     |                                                                                     |
| Émissions de CO2 (g/km)     |                                                                                     |                                                                                     |
| Capacité du réservoir (L)   |                                                                                     |                                                                                     |
| Masse à vide (kg)           | 1300                                                                                | 1400                                                                                |
| Dimensions des jantes       | Av : 9.5 J × 21 Ar : 12 J × 21                                                      | Av : 9.5 J × 21 Ar : 12 J × 21                                                      |
| Dimensions des pneumatiques | Avant : 275/35 R21 Arrière : 325/30 R21                                             | Avant : 275/35 R21 Arrière : 325/30 R21                                             |
| Dimensions                  | Longueur : 4.225 m largeur : 1.980 m Hauteur : 1.290 m Empattement : 2.570 m        | idem                                                                                |